# Quế Thọ
Quế Thọ is een xã in het district Hiệp Đức, een van de districten in de Vietnamese provincie Quảng Nam. Quế Thọ heeft ruim 8800 inwoners op een oppervlakte van 45,03 km².
Een belangrijke verkeersader is de Quốc lộ 14E, die de Quốc lộ 14 met de Quốc lộ 1A verbindt. De weg is ter plaatse een onderdeel van de Ho Chi Minh-weg. Andere verkeersaders zijn de tỉnh lộ 611B, die de Quốc lộ 14E verbindt met de tỉnh lộ 611 en de tỉnh lộ 614, die de tỉnh lộ 611B verbindt met thị trấn Tiên Kỳ in de huyện Tiên Phước.